# 桃浦中央绿地
桃浦中央绿地是中華人民共和國上海市普陀區的一個綠地，中央绿地內有中華人民共和國首座一次成型的3D打印景观桥，以及普陀區內第二高的海拔為23米的人造山坡，該山坡僅次於26米的鐵臂山。
桃浦中央绿地規劃面積100万平方米，是中心城区最大的开放绿地。绿地共分三期建設，一期工程又名北三块工程。二期工程位於沪嘉高速北侧，面積约50万平方米的土地。三期工程又名南三块工程。2018年11月3日，被常和路新开河北岸、敦煌路、景泰路和桃惠路包圍的占地面积14.5万平方米的桃浦中央绿地北三块一、二标段開始试运营。

## 开放时间
- 每天9:00-16:00[5]